# Być doskonałym
Być doskonałym (ang. Perfect) – amerykański melodramat z 1985 roku w reżyserii Jamesa Bridgesa.

## Fabuła
Adam Lawrence, reporter nowojorskiego magazynu Rolling Stone, pracuje nad artykułem, mającym ujawnić prawdziwe powody aresztowania znanego producenta komputerów, J. McKenziego. Konfrontacja zebranego materiału z McKenzim wymaga podróży do Los Angeles. Pobyt w tym mieście Adam zamierza wykorzystać także do napisania zupełnie innego artykułu, o bardziej rozrywkowym charakterze. Jednak nie wszystko przebiega zgodnie z planem.

## Obsada
- John Travolta − Adam Lawrence
- Jamie Lee Curtis − Jessie Wilson
- Anne De Salvo − Frankie
- Marilu Henner − Sally
- Laraine Newman − Linda
- Mathew Reed − Roger
- Jann Wenner − Mark Roth
- Stefan Gierasch − Charlie
- Kenneth Welsh − Joe McKenzie
- Ronnie Claire Edwards − Melody
- Murphy Dunne − Peckerman
- Rosalind Allen − Sterling
- Chelsea Field − Randy
- Michael Laskin − prokurator
- John Napierala − redaktor miejskich aktualności
- David Paymer − kierownik produkcji w TV
- Lauren Hutton − cameo
- Carly Simon − cameo

## Soundtrack
1. "(Closest Thing To) Perfect" (Jermaine Jackson) – 3:50
2. "I Sweat (Going Through the Motions)" (Nona Hendryx) – 3:54
3. "All Systems Go" (Pointer Sisters) – 3:48
4. "Shock Me" (Jermaine Jackson i Whitney Houston) – 5:08
5. "Wham Rap! (Enjoy What You Do)" (Wham!) – 4:43
6. "Wear Out the Grooves" (Jermaine Stewart) – 4:33
7. "Hot Hips" (Lou Reed) – 3:33
8. "Talking to the Wall" (Dan Hartman) – 3:59
9. "Masquerade" (Berlin) – 3:48
10. "Lay Your Hands on Me" (Thompson Twins) – 4:11